# Unterer Grindelwaldgletscher

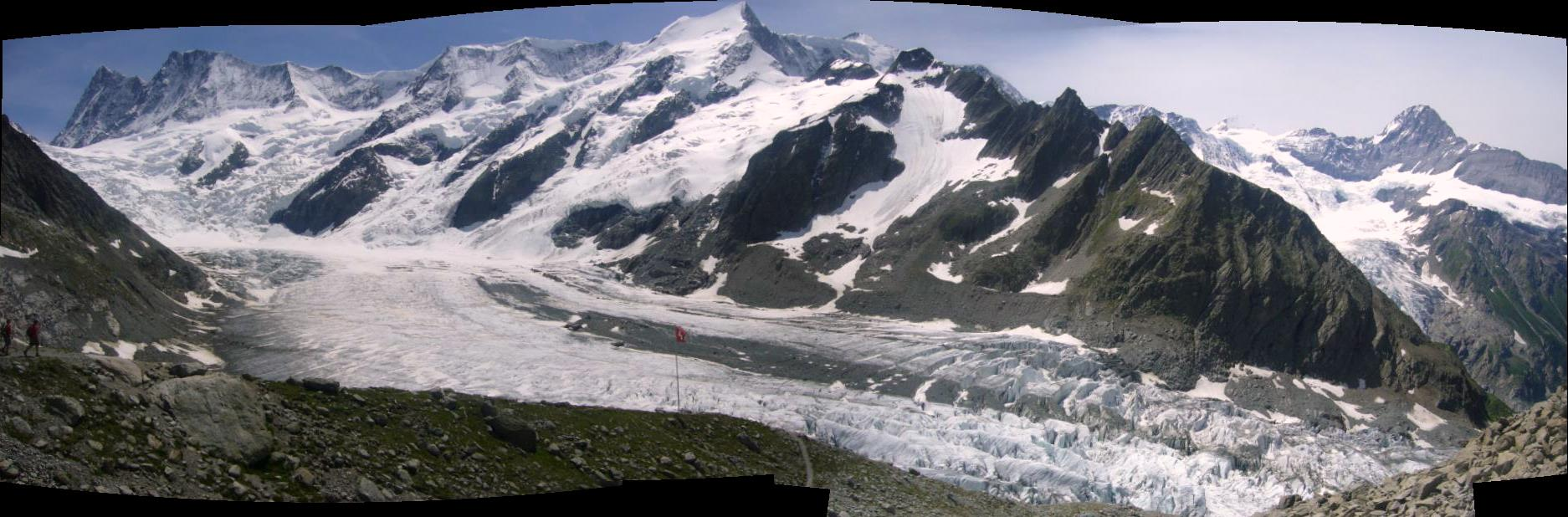
Panoramaaufnahme des Oberen Eismeers (Bildmitte), des Fieschergletschers und des Challifirns (ganz rechts)

Der Untere Grindelwaldgletscher war einer der grössten Schweizer Gletscher. Er war der westliche der beiden das Tal von Grindelwald speisenden Gletscher, und zwar der weiter talauswärts ins Tal mündende der beiden. Er floss durch eine enge Gletscherschlucht und ragte bei Höchststand aus dieser heraus, obwohl nur etwa 1000 m ü. M. gelegen. Der Gletscher ging durch den Gletscherschwund seit 1850 überaus stark zurück, so dass die ursprünglich namensgegebene Gletscherzunge heute nicht mehr existiert. Das System des Gletschers existiert weiter in Form seiner früheren Gletscherzuflüsse, die jedoch eigene Namen tragen. Aus dem unteren Grindelwaldgletscher respektive dessen Gletscherzuflüssen entsteht die Weisse Lütschine von Grindelwald (nicht zu verwechseln mit derjenigen von Lauterbrunnen).

## Übersicht
Mit dem Namen Unterer Grindelwaldgletscher bezeichnete man bis in die jüngste Vergangenheit sowohl die in der Einleitung beschriebene namengebende Gletscherzunge als auch das gesamte diese Zunge nährende Gletschersystem. Dieses bestand aus zwei meist etwa gleich mächtigen Eisströmen, die sich im Bereich der Bänisegg zum eigentlichen Unteren Grindelwaldgletscher vereinigten. Sowohl der westliche als auch der östliche Zustrom heissen schlicht Eismeer bzw. mundartlich Ischmeer. Der westliche Arm wurde lange Zeit auch als Fieschergletscher oder, zur Unterscheidung vom Walliser Fieschergletscher, als Grindelwald-Fieschergletscher bezeichnet. Wenn einer der beiden Zuströme als Hauptstrom betrachtet wurde, dann tendenziell der östliche der beiden, der vom Finsteraarjoch herunter kommt (Panoramabild) und im Haupttal dieses Berggebiets liegt, während der Grindelwald-Fieschergletscher aus einem etwas höher liegenden linken Seitental herunterfliesst. Dieser Zusammenhang war allerdings schon seit den 1950er-Jahren kaum mehr gültig, weil schon seit damals aus dem östlichen Arm des Gletschers nur noch wenig Eis die Bänisegg passierte, sodass die Zunge des Unteren Gletschers schon seit dieser Zeit fast ausschliesslich vom westlichen Arm (Grindelwald-Fieschergletscher, heute als Ischmeer bezeichnet) versorgt wurde.
Der Untere Gletscher bildete von der Bänisegg bis oberhalb der Bäregg ein breites Gletscherbassin. An seinem in Flussrichtung rechten Ufer befand sich knapp südlich der Bäregg die Alpe Stieregg. Unterhalb (nördlich) der Bäregg durchfloss er als schmale Zunge die Gletscherschlucht, die von Grindelwald aus gegen Eintritt besichtigt werden kann. Die Gletscherschlucht durchschneidet in ihrem unteren Teil zwei markante Felsabsätze, die sogenannten oberen und unteren Schopffelsen. Diese Absätze sind auf dem ersten Bild zur Geschichte des Gletschers unten im Bild gut erkennbar. Am Fusse des unteren Schopffelsens befindet sich heute der Eingang in die Schlucht (Bild und Gemälde rechts unten).
Der beschleunigte Rückzug aller Teile des Gletschers vor allem seit etwa dem Jahr 2000 hat zunächst dazu geführt, dass sich der östliche Arm des Gletschers unterhalb der Bänisegg vom restlichen Gletscher vollständig getrennt hat. Seit etwa 2012 versiegte auch der Nachschub vom westlichen Arm (Fieschergletscher) her, sodass nun das verbliebene Eis des Unteren Gletschers – im Bereich talabwärts der Bänisegg – zu Toteis wurde. Sein Raum wird mit dem weiteren Abschmelzen des Toteises nach und nach von einem See eingenommen, der 2006 durch einen Felssturz gegenüber der Bäregg entstanden war.
Die vor allem den Namen Unterer Grindelwaldgletscher tragende Zunge ist damit verschwunden; die beiden früheren Zuflüsse haben oberhalb der Bänisegg je eine eigene Zunge ausgebildet. Ob man den Namen Unterer Grindelwaldgletscher künftig für den früheren östlichen Arm weiter verwenden wird, oder ob er – wie bereits der Name Bodengletscher bei Zermatt – einen historischen, heute nicht mehr existenten Gletscher beschreiben wird, kann erst die Zukunft zeigen. Die Fläche des Gletschersystems wurde nach rapidem Rückgang in jüngster Vergangenheit im Jahre 2018 mit etwas mehr als 9 km² angegeben.

## Geschichte

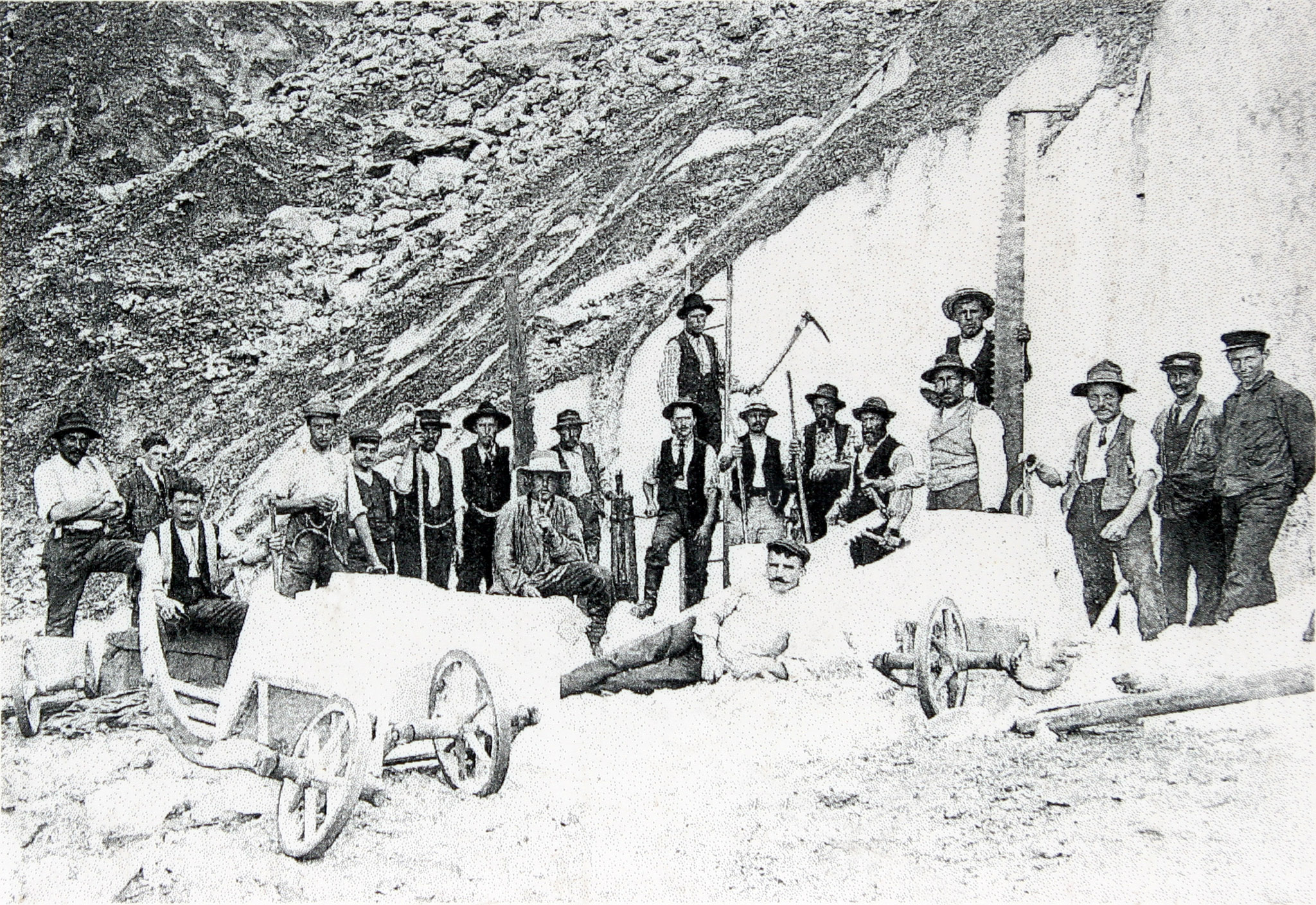
Gletschereisarbeiter am Unteren Grindelwaldgletscher um 1912

Oberes Eismeer, 1908

Luftbild von 1919, aufgenommen von Walter Mittelholzer

Beginnend mit der Abkühlung am Ende des Mittelalters (1500), der so genannten Kleinen Eiszeit, floss der Untere Grindelwaldgletscher über die Gletscherschlucht hinweg ins Tal von Grindelwald hinunter. Dort musste ein Teil des Dorfes gegen 1600 verlegt werden, weil der Gletscher ein Haus nach dem anderen überfuhr. Bis Mitte des 18. Jahrhunderts zog er sich wieder über die Schopffelsen zurück (Bild rechts). Um 1740 wurde am rechten Rand der Zunge mit dem Abbau von Marmor begonnen. Um 1770 stiess der Gletscher stark vor und erreichte im Bereich des heutigen Hotels «Gletscherschlucht» den Talboden. Auch der Marmorbruch wurde vom Gletscher überfahren. Diesen Vorstoss dokumentierte Caspar Wolf in dem Gemälde rechts unten ebenso wie in dem ganz unten («Kunst») recht wirklichkeitsgetreu. Der mit spektakulären Eistürmen (sogenannte Séracs) endende Gletscher wurde für Jahrzehnte bis etwa um 1900 touristischer Hauptanziehungspunkt des Grindelwaldtals und eine der Sehenswürdigkeiten der Schweiz überhaupt. Um 1850 stiess der Gletscher noch weiter vor und erreichte 1855 erneut einen Hochstand, ähnlich dem von 1600. Er floss damals vom heutigen Eingang der Gletscherschlucht noch etwa 500 m in Richtung Grindelwald-Grund. Er war der einzige Alpengletscher, der bis unter 1000 m ü. M. hinab floss. 1863 erhielt die Berner Firma Schegg & Böhlen eine Konzession zum  kommerziellen Eisabbau. Daraufhin wurde  eine Strasse von Grindelwald-Grund her an die Zunge des Gletschers gebaut. Die Eisblöcke wurden nach Interlaken zur Bödelibahn transportiert und bis nach Paris als Kühlmittel exportiert. 1864 wurden beispielsweise 17'473 Zentner Eis abgebaut. Mit den aufkommenden Kühlaggregaten und dem Ersten Weltkrieg endeten 1914 Abbau und Export des Gletschereises.
Der Gletscher war stark zerrissen und erlaubte im Sommer keinen Aufstieg in den Bereich oberhalb von Bäregg und Stieregg, den man als «Unteres Eismeer» bzw. (im lokalen Dialekt) als «Unders Yschmeer» bezeichnete. Der Zugang zur Bäregg und den weiter taleinwärts liegenden Almen folgte schon damals der heutigen Trasse. Auf der Bäregg wurde 1823 die erste Schutzhütte des Berner Oberlands errichtet, und 1858 das Hotel Eismeer. Oberhalb der Bäregg war der Gletscher praktisch flach (Eismeer!) und erlaubte einen problemlosen Übergang und sogar Viehtrieb auf die gegenüber liegenden Weiden von Kalli und Zäsenberg jenseits der Einmündung des Fieschergletschers. 1857 wurde auf diesem Weg der Mönch erstmals bestiegen.
Der Gletscher schmolz in den folgenden Jahren stark ab. Um 1864 gab er den früheren Marmorbruch wieder frei, wo Edmund von Fellenberg als erster wieder rosenfarbigen Marmor fand. Hier wurde alsbald der Abbau wieder aufgenommen. 1869 wurde im Bereich des oberen Fieschergletschers die Berglihütte gebaut. Gegen 1870 verliess der Gletscher den Grindelwalder Talboden, und um 1875 gab er den sog. unteren Schopffelsen frei, wo heute eine Brücke über den unteren Teil der Gletscherschlucht führt. Bis 1882 hatte er sich etwa einen Kilometer zurückgezogen, vom Hochstand von 1855 an gerechnet, und zwar bis etwa 150 m südöstlich der heutigen Brücke. Dort blieb die Zunge stationär bis 1897 und zog sich dann ca. 200 m weiter in die Schlucht zurück, wobei sie auch den oberen Schopffelsen freigab. Dort blieb sie erneut in etwa stationär von 1905 bis 1932. Von Nellenbalm wurde links der Schlucht ein Weg auf den oberen Schopffelsen gebaut, desgleichen vom Marmorbruch rechts der Schlucht. So war die Zunge bis in die dreissiger Jahre hinein vom Tal her ohne weiteres zugänglich. Am 25. Juli 1905 eröffnete die Jungfraubahn den Streckenabschnitt bis zum Eismeer. Das ermöglichte einen deutlich erleichterten Zugang zur Berglihütte und für wagemutige Skifahrer die Eismeerabfahrt über die Gletscherzunge nach Grindelwald. 1908 wurde von der Station Eismeer aus die Konkordiahütte errichtet.
Seit Mitte der 1930er-Jahre zog sich die Zunge des Gletschers kontinuierlich um weitere gut 800 m bis zum oberen Schluchteingang bei der Bäregg zurück. Der direkte Zugang zum Gletscher vom Tal her wurde dabei nach und nach schwieriger. Gleichzeitig sank das untere Eismeer im Bereich oberhalb der Bäregg um über 130 m (gegenüber 1855) ein und liess steile Moränen zurück. Der Übergang Richtung Kalli und Zäsenberg wurde dadurch immer aufwändiger und gefährlicher. Von etwa 1970 bis 1995 blieb die Gletscherzunge im Wesentlichen stationär unterhalb der Bäregg – mit einem kleinen Intermezzo um 1980, als Sturzeis vom stark vorstossenden Kallifirn die Zunge innerhalb eines Jahres um 125 m in die Schlucht hinein verlängerte. Genaue Messungen konnten an ihr nicht durchgeführt werden, da die Zunge in der Schlucht nicht erreichbar war. Der Untere Gletscher blieb weiterhin derjenige mit dem tiefstgelegenen Zungenende aller Alpengletscher, welches, tief unten in der Schlucht, bei 1090 m festgestellt wurde.
Durch das seit etwa 1998 fortschreitende Abschmelzen des Gletschers ist die Ostflanke des Hörnli am Eiger gegenüber der Bäregg sehr instabil geworden. Deshalb stürzten dort im Juli 2006 insgesamt 2 Millionen Kubikmeter Fels auf den Gletscher und es hat sich ein 250.000 m³ grosser See gebildet. Auf der Seite des Mättenbergs brach die Moräne 2005 bis unmittelbar vor die Stieregghütte ein, die daraufhin aufgegeben und abgebrannt wurde. Sie drohte auf die Toteisreste im Gletscherkessel zu stürzen. Anstelle der Stieregghütte wurde die Bäregghütte gebaut.
Weil sich der See an der Zunge gelegentlich spontan entleert, ist das gesamte Lütschinental bis hinaus an den Brienzersee überflutungsgefährdet. Deshalb wurde 2009 vom Ausgang der Gletscherschlucht ein Stollen erstellt, über den der See kontrolliert abgelassen werden kann. Das Wasser wird rund 800 Meter um den Damm herum geleitet und stürzt dann in einem 140 Meter hohen Wasserfall in die Lütschine.
Mit dem versiegenden Zufluss von oben her sank das im Becken zwischen Bänisegg und Bäregg befindliche Eis immer weiter zusammen und ist mittlerweile von dem umgebenden Moränenschutt nur noch dort zu unterscheiden, wo es der See freilegt.
Die beiden neu gebildeten Zungen stehen ihrerseits kurz davor, an den Steilstufen des «Roten Gufer» bzw. der «Heissen Platte» (oder «Heissi Blatta») zu zerreissen und ihre oberhalb der Bänisegg liegenden Teile in Toteis zu verwandeln.
| Jahr         | 1850 | 1973 | 1999/2000 | 2013        |
| Fläche (km²) | 23,2 | 20,8 | 18,7      | 9,17 (2018) |
| Länge (km)   | 9,9  | 8,3  | -         | 7,4         |

## Eismeer-Abfahrt
1907 fuhr die Jungfraubahn erstmals im Winter – ab Bahnhof Eigergletscher und bis zur damaligen Endstation Eismeer. Von dort eröffneten Skifahrer des Skiclubs Grindelwald die spektakuläre Abfahrt über den Fieschergletscher, den Zäsenberg, den vom Schreckhorn her kommenden Teil des Eismeers und über die damals noch bis fast gegen die oberen Schopffelsen reichende Zunge des Unteren Grindelwaldgletschers hinaus nach Grindelwald. Zum Teil wurde diese Route auch umgekehrt als Skitour begangen, mit Rückfahrt per Jungfraubahn.
Diese Abfahrt erfreute sich bis in die 1950er-Jahre grosser Beliebtheit, wurde dann aber immer gefährlicher und nur noch in schneereichen Jahren durchführbar. Heute ist sie nicht mehr möglich, da man von der Gletscherzunge keinen Zugang mehr zu den Bändern hat, die durch oder oberhalb der Gletscherschlucht nach Grindelwald leiten.

## Bergwege
Orografisch rechts über der Gletscherschlucht zur Bäregg und entlang dem Unteren Gletscher sowie weiter oberhalb entlang dem Eismeer verläuft der landschaftlich überwältigende Hüttenweg zur Schreckhornhütte des SAC (T 4) bzw. zum Platz der ehemaligen Strahlegghütte (L). Dieser muss wegen der nach und nach einstürzenden Seitenmoränen immer wieder nach oben verlegt werden.
Der frühere Direktzugang zur Gletscherzunge links oberhalb der Schlucht wurde in den 1980er-Jahren mit Stahlseilen präpariert, ist aber wegen des weiteren Gletscherrückgangs seit vielen Jahren wieder aufgelassen und zudem heute durch die genannten Felsbewegungen lebensgefährlich.
Auch die Routen, die den Gletscher querten, etwa über das Kalli zur Berglihütte oder auf den gegenüber der Bänisegg liegenden Zäsenberg werden seit vielen Jahren kaum mehr begangen.

## Kunst

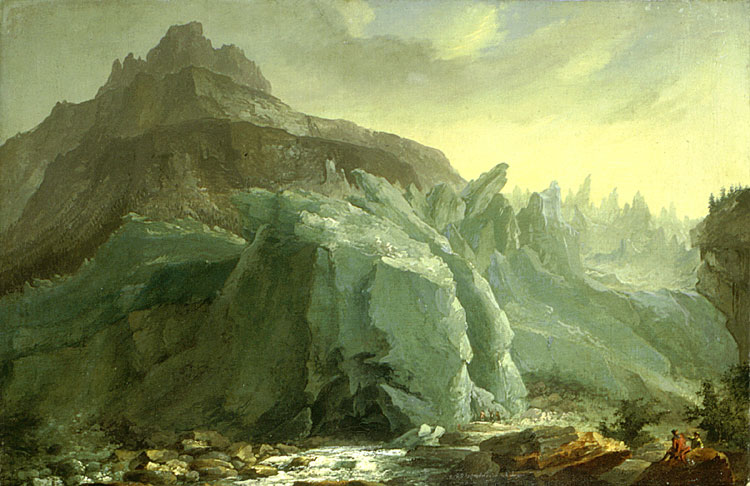
Caspar Wolf: Unterer Grindelwaldgletscher (1774)

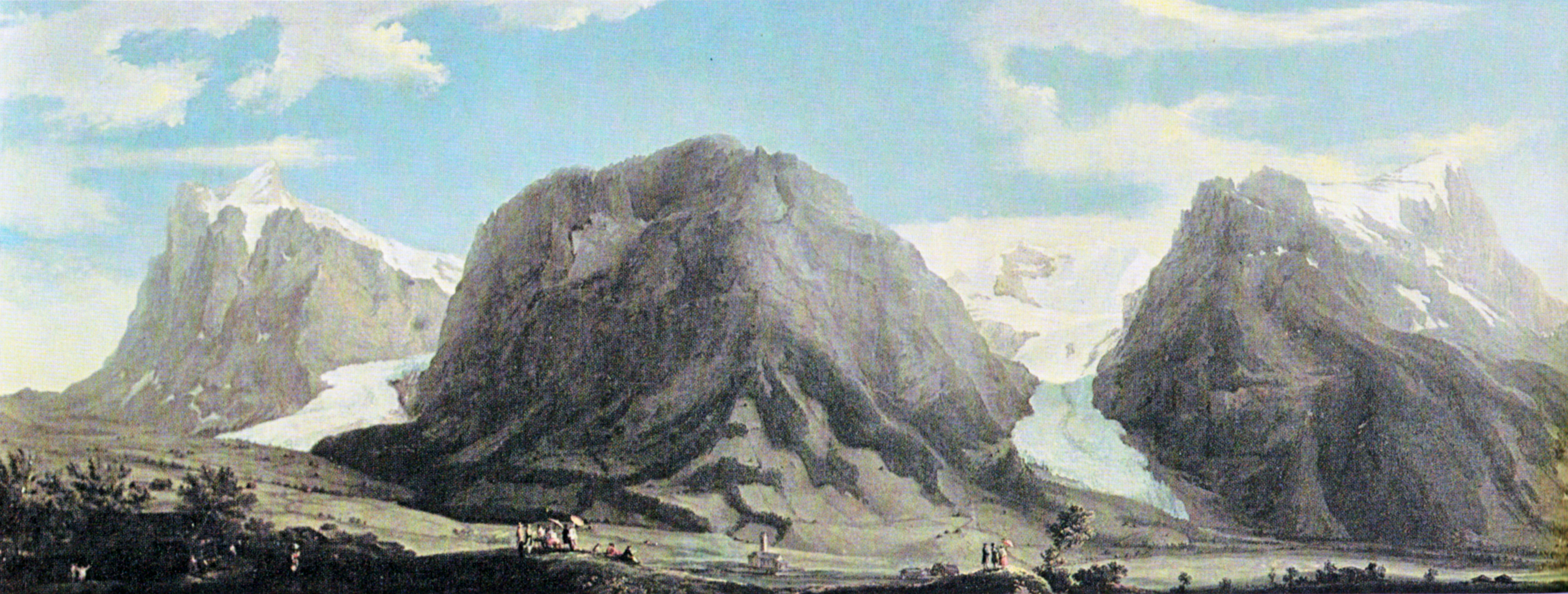
Oberer und Unterer Grindelwaldgletscher 1774. Gemälde von Caspar Wolf

Gemalt wurde der Gletscher u. a. vom Schweizer Künstler Caspar Wolf 1774 und 1777. Diese Bilder zeigen eine Vorstossphase, die oftmals von einem Zerreissen der Zungenenden in Eistürme (Séracs) geprägt ist. Der Gletscher ist im Begriff, wieder annähernd so gross zu werden wie gegen 1600. Aus der Perspektive dieser Bilder ist der Gletscher seit etwa 1900 nicht mehr zu sehen.

## Bilder

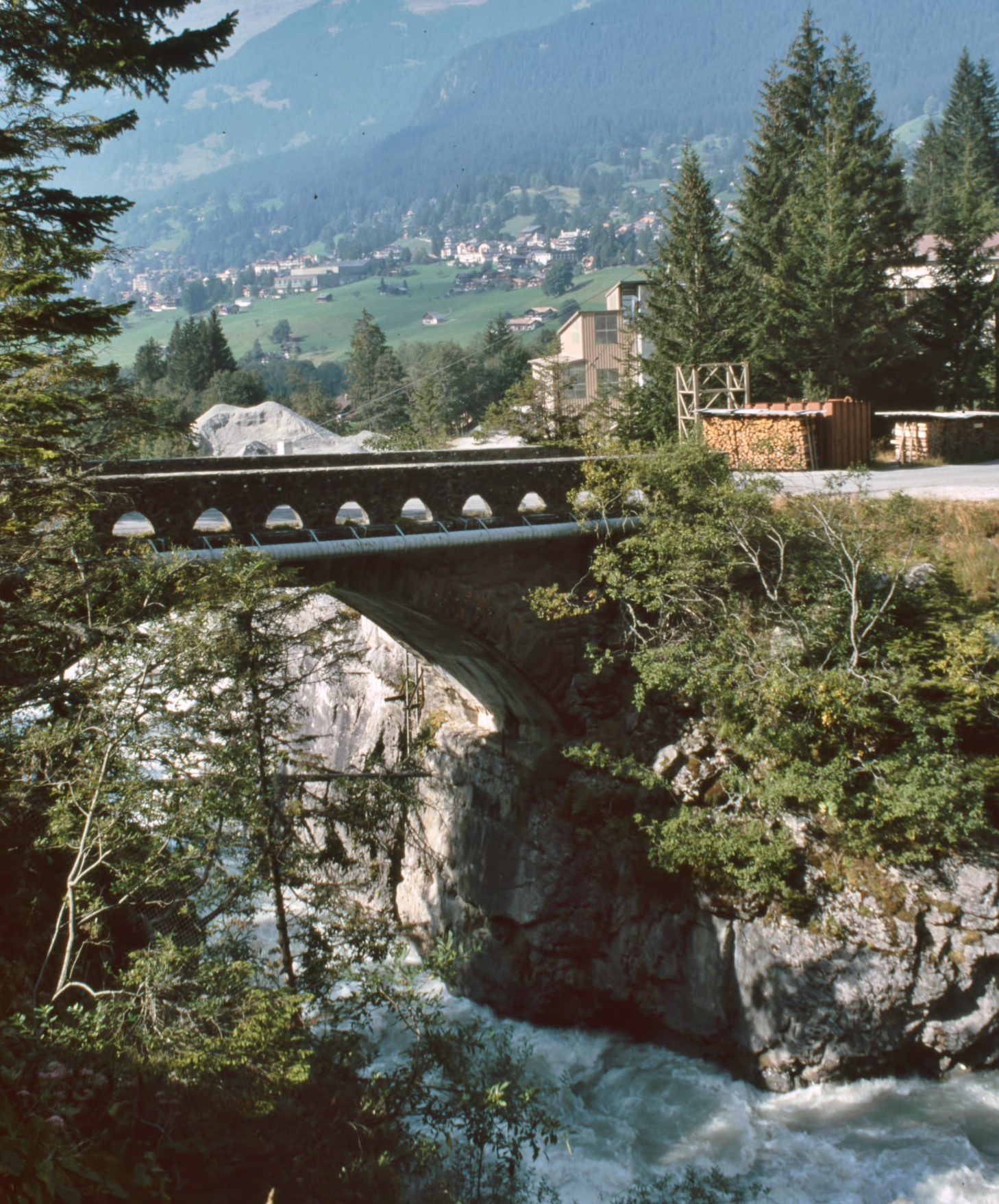
Ausgang Gletscherschlucht
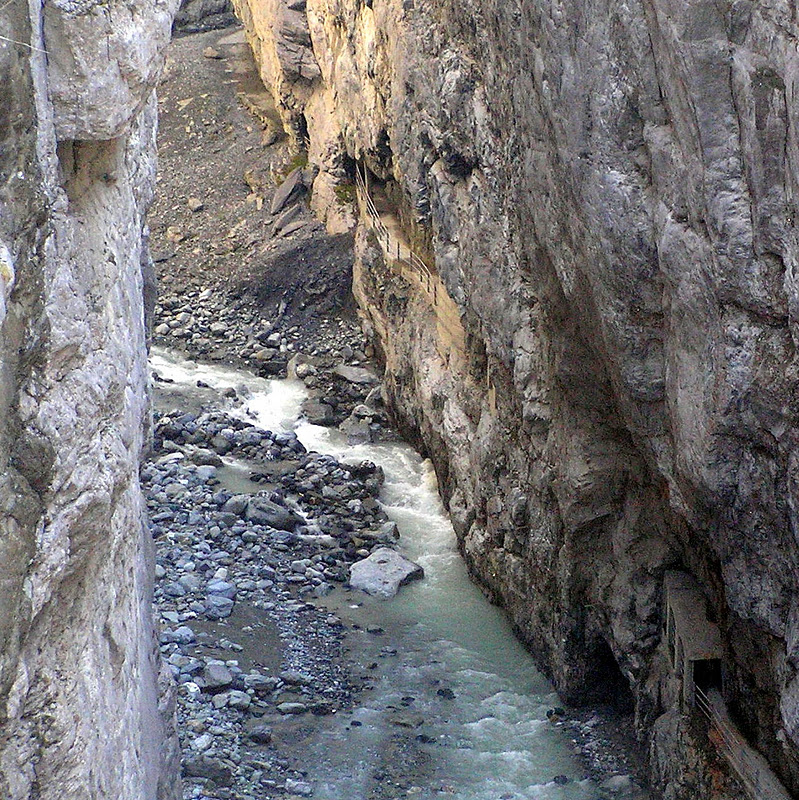
Gletscherschlucht
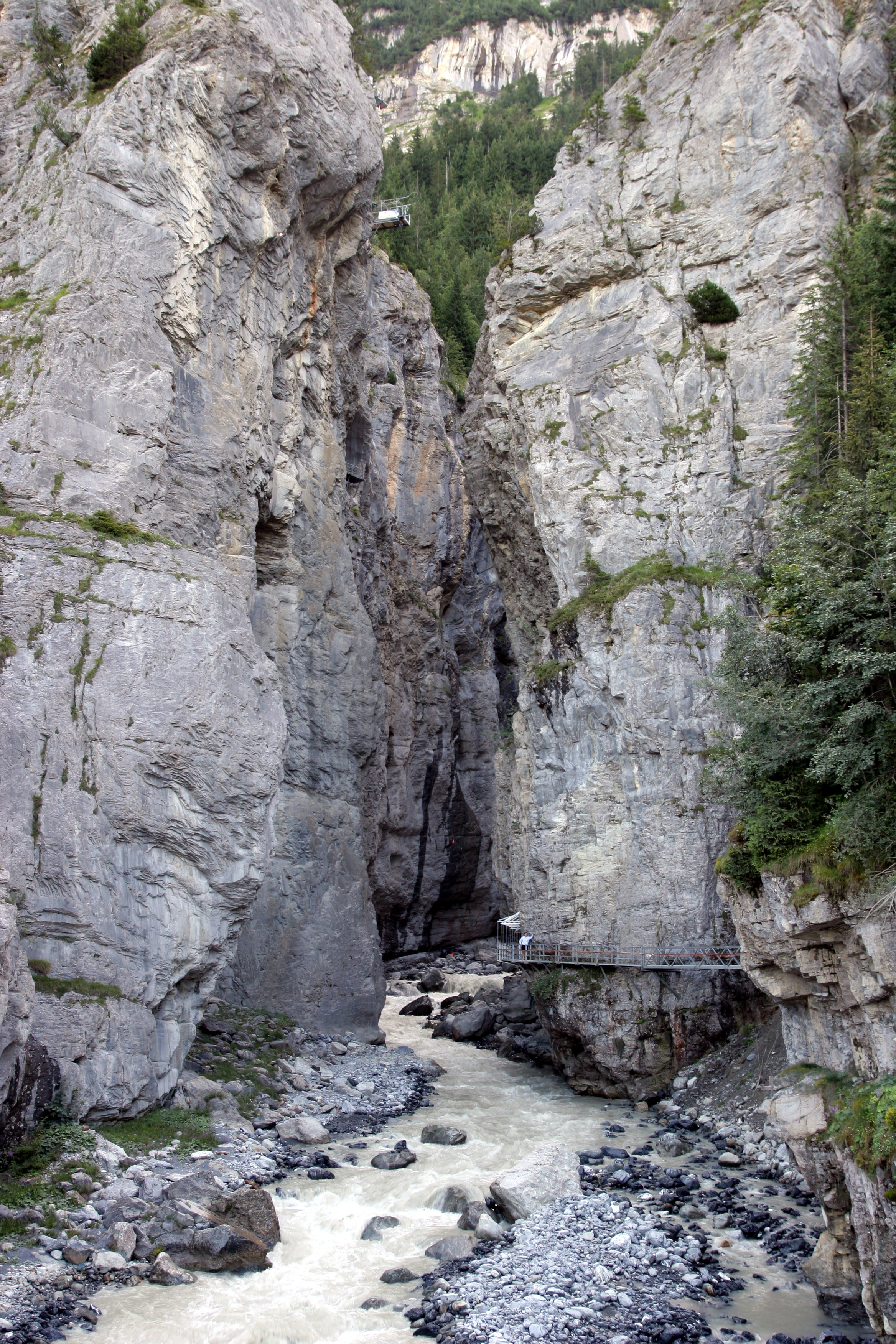
Gletscherschlucht und untere Schopffelsen. Oben eine Rampe für Bungee-Springer
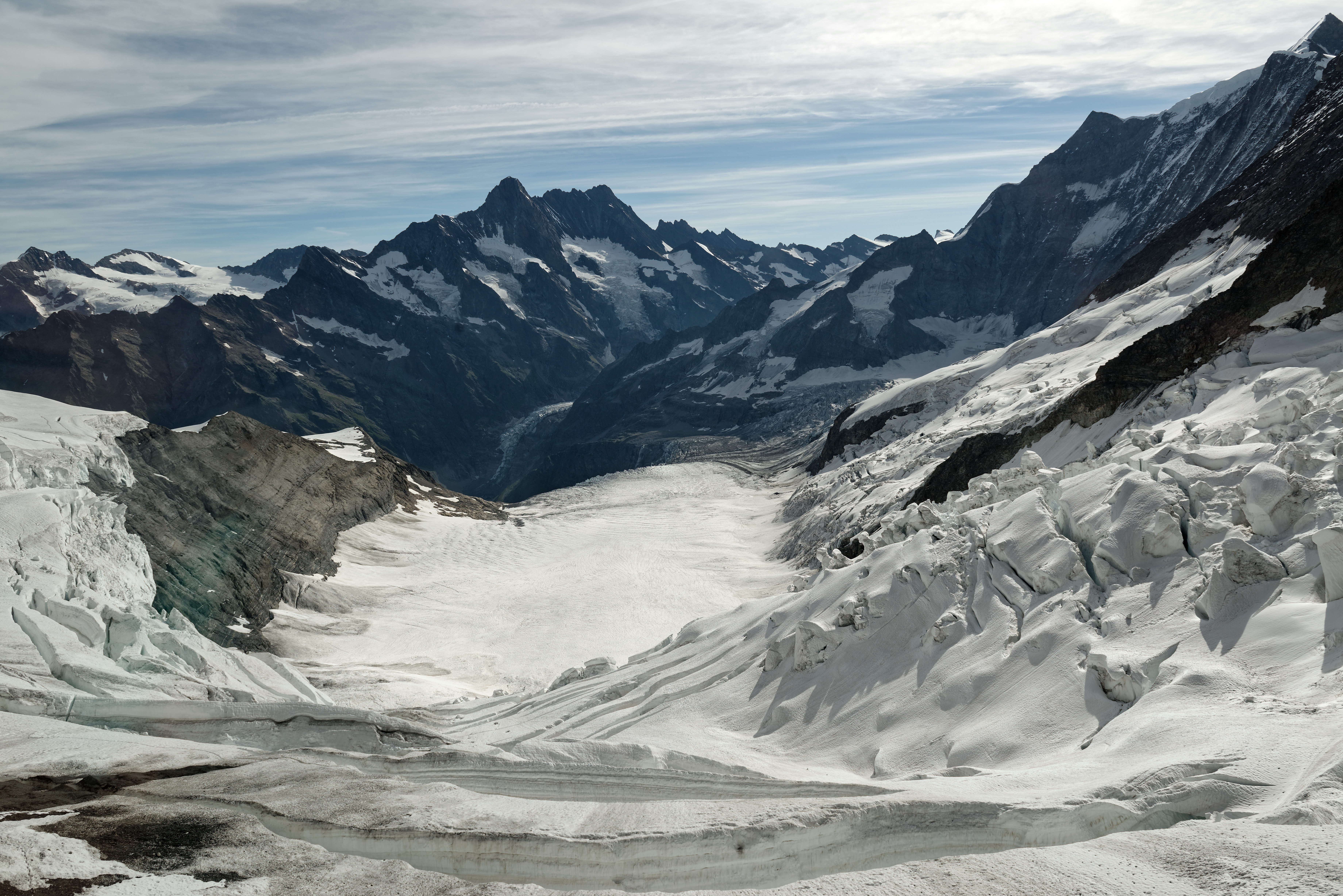
Grindelwald-Fieschergletscher (2016), einer der Gletscherzuflüsse